# Liste der Gebirgsgruppen in den Westalpen
Die Liste der Gebirgsgruppen in den Westalpen stellt alle 31 Gebirgsgruppen der Westalpen nach orografischen Gesichtspunkten wie in der Alpenvereinseinteilung (AVE) für die Ostalpen dar. Sie werden in zwei Teilbereiche aufgeteilt, wobei der westliche Teil den gesamten Anteil von Frankreich und Monaco (also zwischen Genfersee und Ligurischem Meer) und der östliche überwiegend den der Schweiz (also zwischen Bodensee und Matterhorn) enthält, während Italien in beiden vertreten ist. Die Übersichtskarten beider Teile sind in die Liste integriert.
Die Liste beschreibt nicht die Gebirgsgruppen, wie sie z. B. nach SOIUSA oder vom Schweizer Alpen-Club (SAC) eingeteilt werden. In der Schweiz wird neben der AVE für den östlichen Teil vielfach die eher kantonsorientierte SAC-Einteilung verwendet, wobei sogar gleiche Namen mit abweichender Ausdehnung verwendet werden.

## Legende
- Nr.: Gibt die Gruppen-Nummer an, wobei die Nummerierung nach AVE (1 – 68 der Ostalpen) fortgesetzt wird; östlicher Teil Nr. 69 – 81, südwestlicher Teil 82 – 99 (keine offizielle Nummerierung).
- Name: Name der Gebirgsgruppe.
- Karte: Soweit verfügbar Gebirgsgruppenkarte.
- Land: Länder mit Anteil an der Gebirgsgruppe.
- Region/Kanton: Region (Frankreich und Italien), Kanton (Schweiz) mit Anteil an der Gebirgsgruppe.
- Höchster Berg: Name des höchsten Berges der Gruppe.
- Höhe: Höhe des höchsten Berges über Meeresspiegel.
- Bild: Bild des höchsten Berges oder der Gruppe.

## Liste
Der östliche Teil ist mit 13 Gebirgsgruppen vollständig, während im südwestlichen derzeit nur einige der 18 Gruppen dargestellt sind.
Durch Anklicken des Symbols im Tabellenkopf sind die entsprechenden Spalten sortierbar.
| Nr.   | Name                                          | Karte                  | Land                              | Region/Kanton                       | Höchster Berg           | Höhe   | Bild                             |
| ----- | --------------------------------------------- | ---------------------- | --------------------------------- | ----------------------------------- | ----------------------- | ------ | -------------------------------- |
| 69–81 | Alpen zwischen Bodensee und Matterhorn        | Östliche Westalpen     | Schweiz Italien                   | siehe Einzelgruppe                  | Dufourspitze            | 4634 m | Monte Rosa (4634 m)              |
| 69    | Appenzeller Alpen                             | Appenzeller Alpen      | Schweiz                           | St. Gallen Innerrhoden Ausserrhoden | Säntis                  | 2502 m | Glärnisch (2502 m)               |
| 70    | Schwyzer Alpen                                | Schwyzer Alpen         | Schweiz                           | Schwyz Luzern Zug Uri Glarus        | Bächistock              | 2915 m | Glärnisch (2915 m)               |
| 71    | Emmentaler Alpen                              | Emmentaler Alpen       | Schweiz                           | Bern Luzern Obwalden Nidwalden      | Brienzer Rothorn        | 2350 m | Brienzer Rothorn (2350 m)        |
| 72    | Freiburger Alpen                              | Freiburger Alpen       | Schweiz                           | Bern Freiburg Waadt                 | Le Tarent               | 2547 m | Le Tarent (2547 m)               |
| 73    | Urner Alpen                                   | Urner Alpen            | Schweiz                           | Uri Bern Nidwalden Obwalden Wallis  | Dammastock              | 3630 m | Dammastock (3630 m)              |
| 74    | Glarner Alpen                                 | Glarner Alpen          | Schweiz                           | Glarus Uri Graubünden St. Gallen    | Tödi                    | 3614 m | Tödi (3614 m)                    |
| 75    | Berner Alpen                                  | Berner Alpen           | Schweiz                           | Bern Wallis Waadt                   | Finsteraarhorn          | 4274 m | Finsteraarhorn (4274 m)          |
| 76    | Adula-Alpen                                   | Adula-Alpen            | Schweiz                           | Tessin Graubünden                   | Rheinwaldhorn           | 3402 m | Rheinwaldhorn (3402 m)           |
| 77    | Gotthard-Gruppe                               | Gotthard-Gruppe        | Schweiz                           | Uri Tessin Graubünden Wallis        | Pizzo Rotondo           | 3192 m | Pizzo Rotondo (3192 m)           |
| 78    | Tambogruppe                                   | Tambogruppe            | Schweiz Italien                   | Graubünden Tessin Piemont           | Tambohorn               | 3279 m | Pizzo Tambo (3279 m)             |
| 79    | Tessiner Alpen                                | Tessiner Alpen         | Schweiz Italien                   | Tessin Piemont                      | Basòdino                | 3272 m | Tessiner Alpen (3272 m)          |
| 80    | Leone-Gruppe                                  | Leone-Gruppe           | Schweiz Italien                   | Wallis Tessin Piemont               | Monte Leone             | 3553 m | Monte Leone (3553 m)             |
| 81    | Walliser Alpen                                | Walliser Alpen         | Schweiz Italien                   | Wallis Aostatal Piemont             | Dufourspitze            | 4634 m | Dufourspitze (4634 m)            |
| 82–99 | Alpen zwischen Genfersee und Ligurischem Meer | Südwestliche Westalpen | Frankreich Schweiz Italien Monaco | siehe Einzelgruppe                  | siehe Gruppe 84         | ←      | ←                                |
| 82    | Chablais-Alpen                                |                        | Frankreich Schweiz                |                                     | Dents du Midi           | 3257 m | Dents du Midi (3257 m)           |
| 83    | Bornes-Alpen                                  |                        | Frankreich                        |                                     | Pointe Percée           | 2753 m | Mont Blanc (2753 m)              |
| 84    | Mont-Blanc-Gruppe                             | Mont-Blanc-Gruppe      | Frankreich Schweiz Italien        | Rhône-Alpes Wallis Aostatal         | Mont Blanc              | 4805 m | Mont Blanc (4810 m)              |
| 87    | Bauges (Massif des Bauges / Bauget-Alpen)     | Bauget-Alpen           | Frankreich                        | Rhône-Alpes                         | Pointe d’Arcalod        | 2217 m | Pointe d’Arcalod (2217 m)        |
| 90    | Belledonne-Gruppe                             | Belledonne-Gruppe      | Frankreich                        | Rhône-Alpes                         | Grand Pic de Belledonne | 2977 m | Grand Pic de Belledonne (2977 m) |